# Токати (провинция)
Провинция Токати (яп. 十勝国 токати но куни, «Страна Токати») — историческая провинция Японии на острове Хоккайдо, существовавшая в 1869—1882 годах. Соответствует современному округу Токати губернаторства Хоккайдо.

## Уезды провинции Токати
- Камикава (яп. 上川郡)
- Касаи (яп. 河西郡)
- Като (яп. 河東郡)
- Накагава (яп. 中川郡)
- Тобуи (яп. 当縁郡)
- Токати (яп. 十勝郡)
- Хироо (яп. 広尾郡)